# TSV Nürnberg-Ost
Der TSV Nürnberg-Ost (offiziell: Turn- und Sportverein Nürnberg-Ost e. V.) war ein Sportverein aus Nürnberg. Die erste Fußballmannschaft errang 1930 und 1932 die Bundesmeisterschaft des Arbeiter-Turn- und Sportbundes (ATSB).

## Geschichte
Der Verein wurde 1897 unter dem Namen Jobst-Erlenstegen gegründet und bot ursprünglich nur Turnen an. Im Jahre 1918 kamen Abteilungen für Fußball, Boxen und Damenhandball hinzu. Gleichzeitig erfolgte die Umbenennung in TSV Nürnberg-Ost. Die Fußballer qualifizierten sich fünf Jahre später erstmals für die ATSB-Meisterschaft, wo sie im Viertelfinale mit 0:2 am späteren Meister VfL Leipzig-Stötteritz scheiterten.
Erst 1930 schafften die Nürnberger wieder die Qualifikation für die ATSB-Meisterschaft und sicherten sich mit einem 6:1 über den Bahrenfelder SV aus Hamburg den Titel. Ein Jahr später scheiterte der TSV Ost im Halbfinale mit 1:3 an der SpVgg Pegau. 1932 sicherten sich die Nürnberger ihren zweiten deutschen Meistertitel nach einem 4:1-Finalsieg über die FT Cottbus 93. Mit der Machtübernahme der Nationalsozialisten 1933 wurde der Verein verboten.
Nach dem Ende des Zweiten Weltkrieges gründeten ehemalige Mitglieder des TSV Nürnberg-Ost zusammen mit weiteren früheren Arbeitersportlern die Sportvereinigung Nürnberg-Ost. Dazu gehörten ehemalige Mitglieder des TSV Nürnberg-Südost, dem nordbayerischen ATSB-Meister von 1921 und des TSV Mögeldorf, dem nordbayerischen ATSB-Meister von 1924.
Die Sportvereinigung Nürnberg-Ost fusionierte im Jahr 2001 mit dem Sportbund Morgenrot-Mögeldorf 1879 zur SpVgg Mögeldorf 2000.